# St. Jakob-Park
St. Jakob Park (v místním dialektu lidově zvaný Joggeli) je fotbalový stadion ve švýcarském městě Basilej, který má podle asociace UEFA ocenění čtyř hvězdiček z pěti možných. Je to největší fotbalový stadion na území Švýcarska a je domovem prvoligového klubu FC Basilej. Dřívější kapacita 39 000 sedících diváků byla kvůli zápasům Mistrovství Evropy ve fotbale 2008 zvětšena na 42 500. Po evropském šampionátu byly některé sedačky odstraněny, čímž vzniklo více místa mezi nimi. Současná kapacita (rok 2013) je 38 512 míst pro zápasy švýcarské ligy, 37 500 pro mezistátní zápasy a 60 000 pro koncerty.

## Poloha
Jakob-Park se nachází na východě Basileje, v nejjižnějším cípu čtvrti St. Alban. Stadion leží přímo na kantonální hranici s kantonem Basilej-venkov. Na východě sousedí s obcí Muttenz a na jihu s obcí Münchenstein. Hranice tvoří řeka Birs a přilehlá ulice St. Jakobs-Strasse.
Součástí St. Jakob-Parku je také sportovní centrum St. Jakob, které zahrnuje četná sportoviště a kde se nachází také víceúčelová aréna St. Jakobshalle a zimní stadion St. Jakob-Arena.

## Popis

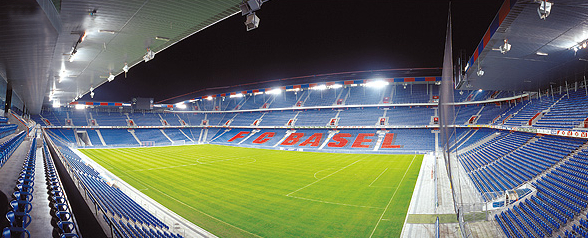
Celkový pohled na tribuny

Stadion postavený basilejskými architekty Herzog & de Meuron v letech 1999–2001 měl při otevření kapacitu 31 539 míst (s místem na stání místo sedadel na tribuně, zvané „Muttenzerkurve“ pak 33 433). V letech 2006 a 2007 byl stadion rozšířen kvůli Mistrovství Evropy ve fotbale 2008. Nad stávajícím sektorem C byla vytvořena třetí úroveň (galerie, sektor G), díky tomuto rozšíření je současná kapacita 38 512 míst. Pro mistrovství Evropy byla za poslední řady první a druhé úrovně instalována další sedadla, aby bylo dosaženo vyšší kapacity. Díky tomu mohlo šest zápasů mistrovství Evropy v Basileji sledovat 39 730 diváků.
Zvláštností je, že hlavní tribuna (sektor A) není od hřiště oddělena žádnou překážkou. V ostatních sektorech odděluje diváky od hřiště reklamní tabule a asi metr vysoký plot. Pouze před „Muttenzerkurve“ (sektor D) a sektorem pro hosty byl po nepokojích z 13. května 2006 postaven vysoký plot. Za každou z obou branek je také síť na zachytávání předmětů vhozených směrem ke hřišti.
Neobvyklé je také osvětlení nového ochozu. Stejný princip byl později použit v Allianz Areně v Mnichově, kterou plánovala stejná architektonická dvojice (Herzog & de Meuron), neboť i zde je možné přizpůsobit osvětlení příslušným akcím. Například při domácích zápasech FC Basilej je ochoz nasvícen v klubových barvách - červené a modré. Když však v Joggeli hraje švýcarská fotbalová reprezentace, je galerie téměř celá osvětlena červeně s velkým švýcarským křížem.